# راشد الزبير السنوسي
راشد الزبير أحمد الشريف السنوسي، شاعر ليبي. ولد عام 1938 في مدينة مرسى مطروح بجمهورية مصر العربية. بعد انتهاء الحرب العالمية الثانية عاد مع أسرته ضمن العائدين إلى أرض الوطن حيث تلقى دراسته منذ البداية حتى تخرج في كلية الآداب والتربية في بنغازي 1963.
عمل في حقل التعليم حتى 1967 ثم انتقل إلى وزارة الإعلام والثقافة وبقي بها حتى 1970. شارك في العديد من الندوات والمهرجانات الأدبية داخل ليبيا وخارجها.

## المُؤلفات
- قيثارة الخلود 1963
- النغم الحائر 1967
- أنفاس الربيع 1968
- نشرة الأخبار 1998
- الخروج من ثقب الإبرة 1999
- رسائل إلى زوجتي 1999
- همس الشفاه 1999